# Gervais de Canterbury
Gervais de Canterbury (Gervasius Cantuariensis ou Gervasius Dorobornensis en latin, Gervase of Canterbury en anglais) est un moine bénédictin et chroniqueur anglais du XIIe siècle.

## Biographie
Gervais est né vers 1141, peut-être à Maidstone, dans le Kent. Il est ordonné moine en 1163 par Thomas Becket et entre au monastère Christ Church de Canterbury. Il fait partie de ceux qui enterrent Becket après son assassinat, en 1170.
Gervais occupe le poste de sacristain à Christ Church un certain temps durant les années 1190. Il semble être mort vers 1210.
L'anniversaire d'un "maître Gervais l'Anglais" est inscrit dans l'obituaire de St-Victor de Paris (19 septembre, f. 242) pour avoir légué un jeu de manuscrits de la Glose ordinaire de la Bible, ainsi qu'un exemplaire du Livre des Sentences de Pierre Lombard et un autre de l'Histoire scolastique de Pierre le Mangeur à l'abbaye de St-Victor de Paris à l'intention des étudiants pauvres et des religieux de l'abbaye. Selon Léopold Delisle, l'ex-libris inscrit dans le ms. Paris, BnF, latin 14777 indique que cette donation est attribuable à Gervais de Saint-Augustin de Canterbury. La date du manuscrit est compatible avec la date de décès de Gervais.

## Œuvres
Gervais est l'auteur d'une Chronica, précédée d'un Tractatus de Combustione et Reparatione Cantuariensis Ecclesiae, qui couvre la période 1100-1199. Il a également écrit une autre chronique, connue sous le titre de Gesta Regum, qui est jusqu'en 1199 une version abrégée de sa Chronica, puis un texte entièrement neuf à partir de cette date.
Il rédige aussi une Actus Pontificum Cantuariensis Ecclesia, histoire des archevêques de Cantorbéry depuis Augustin jusqu'à la mort de Hubert Walter (1205).
Également géographe, il est l'auteur d'une mappa mundi, où la topographie religieuse de l'Angleterre et du Sud de l'Écosse est très curieusement détaillée.